# 維拉莫維安語
維拉莫維安語和維拉莫維采語（Wymysiöeryś）是印歐語系西日耳曼語支下屬的一種語言，通行於波蘭城市維拉莫維采。現在維拉莫維安語的使用者只有約70人至100人，被列為瀕危語言。